# Gonioscelis lacertosus
Gonioscelis lacertosus là một loài ruồi trong họ Asilidae. Gonioscelis lacertosus được Engel miêu tả năm 1925.